# Leave me alone
Leave me alone es simple de la banda argentina Fun people. El tema fue el primer corte de su disco The Art(e) of Romance.

## Canciones
1. Leave Me Alone
2. Melody Fair
3. Leave Me Alone (acústico)

## Ficha técnica
- Leave Me Alone fue grabado y mezclado por Steve Albini en Electrical Studio, Chicago, (Estados Unidos en julio de 1998. Chuli toca el bajo en esta canción.
- Melody Fair y la versión acústica de Leave Me ALone fueron grabados en Gorihouse, mezclados por Mario Sipperman, masterizados en Loto azul, Buenos Aires, (Argentina) en enero de 1999.
- El diseño se debe a Spicolli y Nekro, y la fotografía a Robert Capa.

- Datos: Q5972305